# Fouad Bachirou
Fouad Bachirou (Valence, 15 de abril de 1990) es un futbolista francés nacionalizado comorense. Juega de centrocampista y su equipo es el Matlock Town F. C. de la Northern Premier League.

## Selección
Ha sido internacional con la selección de Comoras en 41 ocasiones sin anotar goles.

## Clubes
| Club                        | País       | Año       | PJ  | Goles |
| --------------------------- | ---------- | --------- | --- | ----- |
| París Sant-Germain F. C. II | Francia    | 2008-2010 |     |       |
| Greenock Morton F. C.       | Escocia    | 2010-2014 | 141 | 2     |
| Östersunds FK               | Suecia     | 2014-2017 | 106 | 3     |
| Malmö FF                    | Suecia     | 2018-2020 | 102 | 1     |
| Nottingham Forest F. C.     | Inglaterra | 2020-2021 | 3   | 0     |
| A. C. Omonia Nicosia        | Chipre     | 2021-2024 | 96  | 0     |
| Matlock Town F. C.          | Inglaterra | 2024-     |     |       |

## Palmarés

### Títulos nacionales
| Título         | Club                 | País   | Año  |
| -------------- | -------------------- | ------ | ---- |
| Copa de Suecia | Östersunds FK        | Suecia | 2017 |
| Copa de Chipre | A. C. Omonia Nicosia | Chipre | 2022 |
| Copa de Chipre | A. C. Omonia Nicosia | Chipre | 2023 |